# Sing Buri
Sing Buri, (thai:  สิงห์บุรี) är en provins (changwat) i centrala Thailand. Provinsen hade 232 766 invånare år 2000, på en area av 822,5 km². Provinshuvudstaden är Sing Buri town.

## Administrativ indelning
Provinsen är indelad i 6 distrikt (amphoe). Distrikten är i sin tur indelade i 43 subdistrikt (tambon) och 363 byar (muban). 